# Abraham Hinkelmann
Abraham Hinkelmann, född 2 maj 1652, död 11 februari 1695 i Hamburg, där han var präst. Psalmförfattare representerad i danska Psalmebog for Kirke og Hjem.